# بانوگشسب‌نامه
منظومهٔ بانوگُشَسب‌نامه یا بانوگشسپ‌نامه یکی از حماسه‌های ملی ایران به زبان فارسی‌است که در شرح دلاوریهای بانو گشسپ دختر رستم است.
ظاهراً مآخذ بانوگشسب‌نامه شاهنامه‌های منثور و گزارشنامه‌های پهلوانان پیش از دورهٔ اسلامی در ایران بوده‌است. بانوگشسب‌نامه حماسه‌ای خوش‌فرجام است که به رشته‌داستان‌های رزمی و پهلوانی عامیانهٔ پایان دوره ساسانی مربوط می‌شود و شرح دلاوریهای بانو گشسپ است. این منظومه در بحر متقارب (همچو شاهنامه) و در حدود ۱۰۰۰ بیت است.
بانوگشسب‌نامه از جمله حماسه های ملی ایران‌زمین است که پهلوان‌بانویی، قهرمان داستان است و در وصف جنگاوری‌هایش منظومه‌ای حماسی سروده شده‌است. نام سرایندهٔ آن مشخص نیست ولی احتمال می‌رود ناظم بانوگشسپ‌نامه و همچنین منظومهٔ دیگری به نام فرامرزنامه شاعری از اهالی کورهٔ اردشیر (گور یا همان فیروزآباد فارس) و مسلمان شیعه بوده‌است.
منظومهٔ بانو گشسپ نامه در شرح ماجراها و دلاوریهای وی است.
بانو گشسب (دختر رستم) خواستگاران فراوانی داشت که هر کدام از این خواستگاران که در زیر نام‌هایشان آمده‌است هر کدام پهلوان بوده‌اند و هر کدام ماجرایی داشته‌اند در گشسب نامه که سرانجام برادر رهام یعنی گیو موفق می‌شود با او ازدواج می‌کند.

## شخصیت‌ها
همراه با بانوگشسپ ۲۵ شخصیت دیگر در ساختن این قصه سهم دارند که نام اکثر آنان در شاهنامه آمده‌است: رستم، فرامرز، پادشاه پریان، زال، زواره، شیده، پیران، افراسیاب، تمرتاش، گرسیوز، چیپال، جیپور، شاه شاهان، کی‌کاووس، فریبرز، طوس، گودرز، گیو، بهرام، رُهام، اشکش، گرگین، فرهاد، خراد، برزین.